# 氯化铷
氯化銣是一个鹼金屬鹵化物，化学式为RbCl。這個无机盐在電化學和分子生物學等领域中有不同的應用。

## 結構
在氣態時，RbCl为双原子分子，鍵長約2.7868 Å。呈立方晶系時鍵長增長為3.285 Å，显示出固態時高的離子配位數。
根據這個條件，固態RbCl在全息成像（holographic imaging）中表現出存在三種排列或多晶型形態：

### 氯化鈉八面体型 6:6
NaCl型是最常見的。Cl−和Rb+为立方最密堆积，填满其中的八面体洞。在此排列方式中，兩種離子都是六配位。這種晶型的晶格能比一下晶型只低3.2 kJ/mol。

### 氯化銫立方體型 8:8
在高溫高壓下，RbCl 形成 CsCl 的結構 (在高壓下NaCl 和 KCl 會形成此結構)。氯離子在立方晶系的八個頂點包圍著立方體中央的Rb+。這是RbCl密度最高的結構。因為一個立方體有八個頂點，所以兩種離子的配位數等於8。這是RbCl的最高可能配位數。因此，根據半徑比規則(radius ratio rule)，陽離子在這種晶型將達到最大表面半徑，因為陰陽離子的距離是最大的。.

### 閃鋅礦四面體型 4:4
氯化銣的四面體型態在結構的研究結果中是相當罕見的。然而，這個型態的晶格能預測值比以上结构都要小约40.0 kJ/mol。

## 合成[6]
- 制備純氯化銣最常見的方法是將氫氧化銣和鹽酸混合反應，然後重結晶純化：

RbOH(aq) + HCl(aq) → RbCl(aq) + H2O(l)
- 另一個方法利用了高温时Na、NaCl、Rb和RbCl的平衡：

Rb(s) + NaCl(s){\displaystyle {\overrightarrow {\leftarrow }}} RbCl(l)  + Na(s)
- 另一個昂貴的方法是用銣金屬和氯气反應：

2Rb(s) + Cl2 (g) → 2RbCl(s)
RbCl具有吸溼性，故必須和大氣中的溼氣隔離，例如使用乾燥劑。RbCl主要是在實驗室中使用。因此，許多化学试剂商可提供不同量的氯化铷，以满足各種化學和生化的研究需求。

## 使用
- RbCl能作為水的電解液。
- 奈米線（Nanowires），一種電化學的探針，以稀釋的RbCl放在雲母上，具有良好的指向性[7]。

- RbCl轉化（transformation）感受態細胞（competent cells）可說是此化合物的應用中最豐富的。細胞用含有RbCl的低滲透壓溶液處理。因此，去除膜蛋白而使帶負電荷的DNA結合[8]。

## 化学试剂商
- GFS Chemicals
- Sigma-Aldrich （页面存档备份，存于）
- Chem Exper （页面存档备份，存于）